# Cansu
Cansu ist ein türkischer weiblicher Vorname. Er setzt sich zusammen aus türkisch can („Leben“, „Geist“, „Seele“) sowie su („Wasser“, „Saft“), bedeutet also etwa „das Lebenselixier“, und kann auch als Familienname auftreten.

## Namensträger

### Weiblicher Vorname
- Cansu Aydınoğulları (* 1992), türkische Volleyballspielerin
- Cansu Dere (* 1980), türkische Schauspielerin und Fotomodell
- Cansu Özdemir (* 1988), deutsche Politikerin (Die Linke)
- Cansu Tanrıkulu (* 1991), türkische Jazzsängerin
- Cansu Tiryaki, türkische Fußballschiedsrichterin
- Cansu Yağ (* 1990), türkische Fußballspielerin

### Familienname
- Büşra Cansu (* 1990), türkische Volleyballnationalspielerin